# Johannes Birnbaum
Johannes Birnbaum (* 6. Januar 1763 in Queichheim; † 20. Mai 1832 in Zweibrücken) war ein deutscher Jurist und Präsident des Appellationsgerichts in Zweibrücken.

## Leben
Birnbaum wurde 1763 im pfälzischen Queichheim geboren. Zunächst als Schulgehilfe, Barbier und Chirurg in Landau tätig, wurde er in der Zeit der französischen Revolution 1791 Gehilfe der Stadtverwaltung Landau und arbeitete als Gerichtsschreiber. In den Diensten der Französischen Republik wurde Birnbaum 1795 Friedensrichter in Landau, 1799 stellvertretender Präfekt des Department Niederrhein, 1800 Präfekt von Luxemburg, 1815 Vizegerichtspräsident in Trier.
Im Jahr 1817 erhielt Birnbaum aufgrund seiner großen Leistungen als Jurist von Graf Montgelas im Auftrag von König Maximilian I. von Bayern den persönlichen Adelstitel verliehen (Nobilitierung). Von 1824 bis zu seinem Tode im Jahr 1832 war von Birnbaum höchster Richter Bayerns und wirkte als Präsident des Appellationsgerichts in Zweibrücken. In der Regierungszeit von Maximilian Graf von Montgelas wirkte Birnbaum maßgeblich an der Erstellung der Bayerischen Staatsverfassung von 1818 mit. Dass Birnbaum außerdem besonders in politischen Rechtsstreitigkeiten das fortschrittliche, in den linksrheinischen Gebieten nach wie vor geltende französische Recht anwandte, missfiel der bayerischen Regierung zunehmend. Auf den Appell des bayerischen Regierungspräsidenten, auf die Gerichte dahin gehend einzuwirken, dass sie sich dem Willen des Monarchen, des bayerischen Königs Maximilian I. Joseph, mehr fügten, entgegnete dieser, „man möge ihn mit solcher Bezugnahme verschonen!.“ – „So wundert es nicht, dass Birnbaum, wie etliche andere Richter, im Zuge der Maßnahmen zur Disziplinierung der pfälzischen Justiz 1832, zwei Monate vor dem Hambacher Fest (vom 27. Mai bis zum 1. Juni 1832), seines Amtes enthoben wurde.“

## Ehrungen
- Nobilitierung (1817)
- In seinem Heimatort Queichheim ist eine Straße nach Birnbaum benannt.
- Gedenkstein bei seinem Geburtshaus. Das ursprüngliche Haus in der Queichheimer Hauptstraße 106 steht heute nicht mehr.

## Schriften
- Geschichte der Stadt Landau und der Dörfer Queichheim, Dammheim und Nußdorf, in ihrer Berührung mit der älteren und neueren Geschichte Deutschlands und Frankreichs. Ritter und Comp., Zweibrücken 1826, Digitalisat.
- Geschichte der Stadt und Bundesfestung Landau: mit dazu gehörigen Belegen. Verlag: Kohlhepp. In Kommission: Tascher. Kaiserslautern 1830. Digitalisat